# Chorthippus tianshanicus
Chorthippus tianshanicus is een rechtvleugelig insect uit de familie veldsprinkhanen (Acrididae). De wetenschappelijke naam van deze soort is voor het eerst geldig gepubliceerd in 1930 door Umnov.